# 夢王国と眠れる100人の王子様
『夢王国と眠れる100人の王子様』（ゆめおうこくとねむれるひゃくにんのおうじさま、100 sleeping princes & the kingdom of dreams）は、マイネットゲームスが開発・運営するスマートフォン用ゲームアプリ。サービスイン当初の開発・運営はジークレストにより行われ、2023年よりマイネットゲームスへ移管されている。基本プレイ無料（アイテム課金制）。公式略称は『夢100』。音楽は高田雅史が担当。

## ストーリー
何となく毎日を過ごしていた主人公はある日の仕事帰り、乗り過ごした終電車で少年と出会い、異世界に誘われる。そこは夢の力で人々が生きる夢世界。主人公は、夢王国・トロイメアの姫として遇されることとなる。世界は人々の夢を食らい眠らせるユメクイに脅かされ、各国の王子も眠りに落ちてしまっていた。そんな彼らを目覚めさせながら、彼らと共に世界に夢を取り戻す旅をする。

## ゲームシステム
「王子様との恋」を多角的に描く、女性向けパズルRPG。
ストーリーとクエスト（パズルゲーム）がセットになっており、クエストのクリアーによってストーリーが進行する。
プレイヤー（ゲーム内では「トロイメアの姫」という位置づけ）は各国の王子を眠りから目覚めさせ、自軍より5人・フレンドより1人の計6人編成のパーティーを組み、敵との戦闘で勝利を目指す。
同じ色のピース（宝石）を3つ以上指でなぞって繋げることで、ピースを消去する。特殊ピースは繋げる必要がなく、単独でタップするだけで回復や周囲のピースを巻き込んで消滅など効果を発動する。ピースはパッション（赤）、クール（青）、ジェントル（緑）、キュート（黄）、セクシー（紫）に分かれており、それぞれの色が王子の属性と紐づいている。編成したパーティー内に消したピースと同色の王子がいれば敵に攻撃し、規定の数を消すことで強力なスキルを発動させることができる。また、ピースを消すことでチェイン数がカウントされ、数が増えるほど与えるダメージも増加する。相性はパッション、クール、ジェントルが三すくみ、キュート、セクシーが互いに弱点の関係にある。ステージごとに敵が設定されており、すべての敵を倒すことでステージが進み、最後にボスを倒すことでステージクリアとなる。
また、クエストに参加したりトレーニングを行うことで、王子を育成し、覚醒させることができる。覚醒は太陽覚醒と月覚醒の二パターンがあり、ステータス上昇の他、グラフィックが変化し、レアリティも一段階上がる。覚醒には指定された妖精（素材）の収集、ゴールドの消費の他、一定レベルの達成時に解放されるストーリーのクリアが必要となる。ストーリー中に発生する選択肢により、どちらの覚醒になるかが決定する。
また、同じ王子同士でトレーニングすることで、愛情突破（上限解放）が可能となる。最大4回まで可能で、レベルキャップの上限が解放される。

## 沿革

### 2015年
- 3月9日、Android版が正式配信[2]。
- 3月27日、iOS版が正式配信[3]。
- 4月29日、50万ダウンロード突破[4]。
- 6月22日、中国の「ShareJoy Network Technology」とパブリッシング契約を締結[5]。
- 7月2日、香港のモバイル・インターネット企業「Gigamedia FunTown」とパブリッシング契約を締結。台湾、香港、マカオ地域での配信開始[6]。
- 8月、100万ダウンロード突破[7]。
- 9月10日、中国語版がbilibiliゲーム向けに配信開始[8]。
- 11月、国内200万ダウンロード突破[9]。
- 12月8日、インデックスのタイ現地法人子会社「Index Asia Ltd.」とパブリッシング契約を締結[10]。

### 2016年
- 1月8日、タイ語版がiOS・Android向けに配信開始[11]。
- 5月、300万ダウンロード突破[12]。
- 9月15日、韓国の「SESISOFT Co., LTD.」とのパブリッシング契約を締結[13]。
- 10月6日、「Index Asia Ltd.」とのパブリッシング契約を新たに締結[14]。
- 11月、400万ダウンロード突破[15]。
- 11月24日、朝鮮語版がiOS・Android向けに配信開始[16]。

### 2017年
- 1月17日、インドネシア語版がiOS・Android向けに配信開始[17]。
- 3月25日、Webアニメ「夢王国と眠れる100人の王子様 Short Stories」配信開始。
- 4月26日、ARアプリ「夢100AR」配信開始[18]。
- 7月21日 - 25日、舞台「夢王国と眠れる100人の王子様 〜Prince Theater〜」上演[19]。

### 2018年
- 4月、500万ダウンロード突破[20]。
- 7月、テレビアニメ放送[21]。
- 8月、1000万ダウンロード突破[22]。

### 2019年
- 11月、国内600万ダウンロード突破[23]。

### 2020年
- 11月、1200万ダウンロード突破[24]。

## キャラクター

### パッション
| キャラクター名 | 出身国                         | 出身国                         | 声優                 |
| -------------- | ------------------------------ | ------------------------------ | -------------------- |
| アヴィ         | 騎士の国・アルストリア         | 騎士の国・アルストリア         | 鈴村健一             |
| ルーフェン     | 声の国・ヴォックス             | 声の国・ヴォックス             | 山口正秀             |
| シュティマ     | 声の国・ヴォックス             | 声の国・ヴォックス             | 村田太志             |
| 澄快           | 魔法科学の国・ダテン           | 魔法科学の国・ダテン           | 浪川大輔             |
| シリウス       | 星の国・ケイネス               | 星の国・ケイネス               | 八代拓               |
| ランダ         | 未開の国・ヒンターランド       | 未開の国・ヒンターランド       | 中矢翔武人 →松浦義之 |
| シャロン       | 砂漠の国・ラビア               | 砂漠の国・ラビア               | 神昌彦 →小宮逸人     |
| アインツ       | 時の国・フォーラント           | 時の国・フォーラント           | 菊池幸利             |
| ヴァイリー     | 獣人の国・ヴェリティア         | 獣人の国・ヴェリティア         | 鈴木達央             |
| ティーガ       | 宝石の国                       | ガルティナ                     | 岸尾だいすけ         |
| トルマリ       | 宝石の国                       | マリングラス                   | 村瀬歩               |
| ハルディーン   | 紅茶の国                       | テイシャ                       | 石川界人             |
| エドモント     | 紅茶の国                       | ダジルベルク                   | 逢坂良太             |
| グレイシア     | 雪の国・スノウフィリア         | 雪の国・スノウフィリア         | 細谷佳正             |
| 陽影           | 四季の国・蓬莱                 | 四季の国・蓬莱                 | 中澤まさとも         |
| クレト         | チョコレートの国・ショコルーナ | チョコレートの国・ショコルーナ | 山谷祥生             |
| ハーツ         | 不思議の国・ワンダーメア       | 不思議の国・ワンダーメア       | 梶裕貴               |
| マーチア       | 不思議の国・ワンダーメア       | 不思議の国・ワンダーメア       | 柿原徹也             |
| フォイア       | 精霊の国・セクンダティ         | 精霊の国・セクンダティ         | 前野智昭             |
| フリュス       | 精霊の国・セクンダティ         | 精霊の国・セクンダティ         | 下野紘               |
| ジェット       | 映画の国・ボディブル           | 映画の国・ボディブル           | 中井和哉             |
| ジェルバー     | 花の精の国・ヴィラスティン     | 花の精の国・ヴィラスティン     | 榎木淳弥             |
| ネペンテス     | 花の精の国・ヴィラスティン     | 花の精の国・ヴィラスティン     | 高橋広樹             |
| 珠李           | 氷菓の国・シャリヤート         | 氷菓の国・シャリヤート         | 近藤孝行             |
| アポロ         | 紅鏡の国・フレアルージュ       | 紅鏡の国・フレアルージュ       | 小野大輔             |
| リーヤ         | 虹の国・オズ                   | 虹の国・オズ                   | 近藤隆               |
| アザリー       | 金砂の国・サリューシャ         | 金砂の国・サリューシャ         | 山谷祥生             |
| ウェディ       | 罪過の国・ヴォタリア           | 罪過の国・ヴォタリア           | 古川慎               |
| ヴァスティ     | 罪過の国・ヴォタリア           | 罪過の国・ヴォタリア           | 置鮎龍太郎           |
| アディエル     | 審判の国・アルビトロ           | 審判の国・アルビトロ           | 豊永利行             |
| ヴィオ         | 記録の国・レコルド             | 記録の国・レコルド             | 林勇                 |
| アキト         | 花の精の国・ヴィラスティン     | 花の精の国・ヴィラスティン     | 子安武人             |
| ロッソ         | 海賊の国・アンキュラ           | 海賊の国・アンキュラ           | 森田成一             |
| ウェルガー     | 憧憬の国・チルコ               | 憧憬の国・チルコ               | 斎賀みつき           |
| エルフェン     | 珈琲の国・クレマ               | 珈琲の国・クレマ               | 速水奨               |
| 那由多         | 湯元の国・廻天                 | 湯元の国・廻天                 | 松風雅也             |
| ヘルト         | 赤猟の国・ヴェアロート         | 赤猟の国・ヴェアロート         | 山口勝平             |
| イナミ         | こよみの国・九曜               | こよみの国・九曜               | 羽多野渉             |
| イザーク       | トルークビル                   | トルークビル                   | 三浦祥朗             |
| ルベル         | 医療の国・レメディウム         | 医療の国・レメディウム         | 前野智昭             |

### クール
| キャラクター名 | 出身国                         | 出身国                         | 声優                 |
| -------------- | ------------------------------ | ------------------------------ | -------------------- |
| カイリ         | 亡国・カラビナ                 | 亡国・カラビナ                 | 宮野真守             |
| ヴィム         | 獣人の国･ベスマール            | 獣人の国･ベスマール            | 江口拓也             |
| ドライ         | 時の国                         | クロフォード                   | 佐々木篤 →阿座上洋平 |
| ゼロ           | 時の国                         | リースプル                     | 小島英樹             |
| フォーマ       | 毒薬の国・ファルテート         | 毒薬の国・ファルテート         | 大須賀純             |
| カルロ         | 勉学の国・リトリア             | 勉学の国・リトリア             | 矢野智也             |
| ライアン       | 遊牧民・トゥラ族               | 遊牧民・トゥラ族               | バレッタ裕           |
| スピカ         | 星の国                         | ペルテール                     | 布施川一寛           |
| デネブ         | 星の国                         | ノーザンクロス                 | 井口祐一             |
| サイ           | 宝石の国                       | サフィニア                     | 蒼井翔太             |
| アルマリ       | 宝石の国                       | マリングラス                   | 赤羽根健治           |
| キース         | 宝石の国                       | オックス                       | 保志総一朗           |
| ペルラ         | 宝石の国                       | マルガリタ                     | 市来光弘             |
| ギルバート     | 月影の国・クレアブール         | 月影の国・クレアブール         | 立花慎之介           |
| ジョシュア     | 紅茶の国・ベルガント           | 紅茶の国・ベルガント           | 森久保祥太郎         |
| フロスト       | 雪の国・スノウフィリア         | 雪の国・スノウフィリア         | 新垣樽助             |
| 雷             | 承和の国                       | 承和の国                       | 江口拓也             |
| リカ           | チョコレートの国・ショコルーテ | チョコレートの国・ショコルーテ | 興津和幸             |
| ザント         | 精霊の国・セクンダティ         | 精霊の国・セクンダティ         | 梅原裕一郎           |
| キャピタ       | 不思議の国・ワンダーメア       | 不思議の国・ワンダーメア       | 浜田賢二             |
| ユリウス       | 花と緑の国・ブルメリア         | 花と緑の国・ブルメリア         | 鈴木達央             |
| ダヤン         | メディシナの長                 | メディシナの長                 | 白井悠介             |
| ティンプラ     | 虹の国・オズ                   | 虹の国・オズ                   | 宮田幸季             |
| サラサ         | 人魚の国・ローレライ           | 人魚の国・ローレライ           | 鈴木裕斗             |
| グレアム       | 文壇の国                       | ミステリアム                   | 浅沼晋太郎           |
| カゲトラ       | 文壇の国                       | ヴィルヘルム                   | 平田広明             |
| ルシアン       | 審判の国・アルビトロ           | 審判の国・アルビトロ           | 岡本信彦             |
| シュテル       | 流星の国・メテオベール         | 流星の国・メテオベール         | 緑川光               |
| テオドール     | 記録の国・レコルド             | 記録の国・レコルド             | 土岐隼一             |
| カノエ         | こよみの国・九曜               | こよみの国・九曜               | 藤原祐規             |
| シン           | こよみの国・九曜               | こよみの国・九曜               | 加藤和樹             |
| 凍哉           | 四季の国・蓬莱                 | 四季の国・蓬莱                 | 榎木淳弥             |
| トール         | 武器の国・アースガルズ         | 武器の国・アースガルズ         | 村田太志             |
| スペルヴィア   | 罪過の国・ヴァタリア           | 罪過の国・ヴァタリア           | 浅沼晋太郎           |
| セラス         | オーロラの国・セイトス         | オーロラの国・セイトス         | 小山力也             |
| パティル       | 色彩の国・ファルベール         | 色彩の国・ファルベール         | 石川界人             |
| イヴァン       | トルークビル                   | トルークビル                   | 天﨑滉平             |

### ジェントル
| キャラクター名 | 出身国                         | 出身国                         | 声優               |
| -------------- | ------------------------------ | ------------------------------ | ------------------ |
| 紫雨           | 闇の国・メイ                   | 闇の国・メイ                   | 保志総一朗         |
| トトリ         | 宝石の国                       | トリアール                     | 丸高大知 →山中真尋 |
| ジーク         | 宝石の国                       | メジスティア                   | 増田俊樹           |
| ツヴァイ       | 時の国・リーメント             | 時の国・リーメント             | 本橋大輔           |
| コーエン       | 情熱の国・ランダルシア         | 情熱の国・ランダルシア         | 大隈健太           |
| フリュー       | 声の国・ヴォックス             | 声の国・ヴォックス             | 髙橋孝治           |
| ルーク         | 音楽の国・ミューゼ             | 音楽の国・ミューゼ             | 長南翔太 →小松昌平 |
| 言祝           | 光の国・アマツ                 | 光の国・アマツ                 | 鈴村健一           |
| ジェイ         | 聖職者の国・ノープリー         | 聖職者の国・ノープリー         | 槿原大 →織田優成   |
| イリア         | 魔術の国･ソルシアナ            | 魔術の国･ソルシアナ            | 櫻井孝宏           |
| セフィル       | 天の国・エンゼ                 | 天の国・エンゼ                 | 宮野真守           |
| ゲイリー       | 月影の国・クレアブール         | 月影の国・クレアブール         | 日野聡             |
| 桜花           | 四季の国・蓬莱                 | 四季の国・蓬莱                 | 花江夏樹           |
| マルタン       | ブランデーの国・ヴァンブリュレ | ブランデーの国・ヴァンブリュレ | 藤原啓治 →井上和彦 |
| クロノ         | 不思議の国・ワンダーメア       | 不思議の国・ワンダーメア       | 松岡禎丞           |
| ドーマウス     | 不思議の国・ワンダーメア       | 不思議の国・ワンダーメア       | 川辺俊介           |
| ジェラルド     | 映画の国                       | ロマンディア                   | 内田雄馬           |
| テル           | 映画の国                       | ケナル                         | 関智一             |
| シャオ         | 精霊の国・セクンダティ         | 精霊の国・セクンダティ         | 西山宏太朗         |
| レイヴン       | 夕凪の国・レベルタ             | 夕凪の国・レベルタ             | 鳥海浩輔           |
| 砕牙           | 天狐の国・伊呂具               | 天狐の国・伊呂具               | 大川透             |
| 煌牙           | 天狐の国・伊呂具               | 天狐の国・伊呂具               | 釘宮理恵           |
| アルタイル     | 星の国・ガラッシア             | 星の国・ガラッシア             | 小野友樹           |
| ラトリア       | 氷菓の国・アマレナ             | 氷菓の国・アマレナ             | 泰勇気             |
| レジェ         | 儀礼の国・プルトー             | 儀礼の国・プルトー             | 細谷佳正           |
| オズワルド     | 虹の国・オズ                   | 虹の国・オズ                   | 小西克幸           |
| トト           | 虹の国・オズ                   | 虹の国・オズ                   | 西田雅一           |
| カーライル     | 冠職人の国・コロナ             | 冠職人の国・コロナ             | 黒田崇矢           |
| 藤目           | 文壇の国・東雲                 | 文壇の国・東雲                 | 井上剛             |
| カミロ         | 審判の国・アルビトロ           | 審判の国・アルビトロ           | 津田健次郎         |
| フォルカー     | 記録の国・レコルド             | 記録の国・レコルド             | 杉山紀彰           |
| ヒノト         | こよみの国・九曜               | こよみの国・九曜               | 梅原裕一郎         |
| スバル         | こよみの国・九曜               | こよみの国・九曜               | 熊谷健太郎         |
| イラ           | 罪過の国・ヴォタリア           | 罪過の国・ヴォタリア           | 寺島惇太           |
| ビッキー       | 鳴音の国・リビット             | 鳴音の国・リビット             | 山寺宏一           |
| モルタ         | 憧憬の国・チルコ               | 憧憬の国・チルコ               | 武内駿輔           |
| ナビ           | 夢王国・トロイメア             | 夢王国・トロイメア             | 山下大輝           |
| フレイグ       | トルークビル                   | トルークビル                   | 森川智之           |

### キュート
| キャラクター名 | 出身国                     | 出身国                     | 声優       |
| -------------- | -------------------------- | -------------------------- | ---------- |
| ヒナタ         | おもちゃの国・フェアベルク | おもちゃの国・フェアベルク | 村瀬歩     |
| リド           | 宝石の国・オリブレイト     | 宝石の国・オリブレイト     | 赤羽根健治 |
| サキア         | 毒薬の国・モルファーン     | 毒薬の国・モルファーン     | 小野賢章   |
| ロルフ         | 幻惑の国･ロトリア          | 幻惑の国･ロトリア          | 小林ゆう   |
| トニ           | 盗賊の国・ローグ           | 盗賊の国・ローグ           | 畠中祐     |
| アルデバラン   | 星の国                     | プレイア                   | 長谷川芳明 |
| プロキオン     | 星の国                     | ケイネス                   | 代永翼     |
| ベガ           | 星の国                     | ガラッシア                 | 羽多野渉   |
| ヘラクレス     | 星の国                     | オリンポス                 | 伊藤健太郎 |
| カイネ         | 桃花の国・ペルシェ         | 桃花の国・ペルシェ         | 黒沢季希   |
| ミヤ           | 魔術の国･ソルシアナ        | 魔術の国･ソルシアナ        | 小野賢章   |
| ミチル         | 祝福の国・ブルードロム     | 祝福の国・ブルードロム     | 蒼井翔太   |
| ペコ           | 紅茶の国・オランシェット   | 紅茶の国・オランシェット   | 小林ゆう   |
| シュニー       | 雪の国・スノウフィリア     | 雪の国・スノウフィリア     | 下野紘     |
| 真琴           | 魔法科学の国・ダテン       | 魔法科学の国・ダテン       | 花江夏樹   |
| チェシャ猫     | 不思議の国・ワンダーメア   | 不思議の国・ワンダーメア   | 山下大輝   |
| リッツ         | 精霊の国・セクンダティ     | 精霊の国・セクンダティ     | 斉藤壮馬   |
| 万里           | 映画の国・羅漢星           | 映画の国・羅漢星           | 杉田智和   |
| リオン         | 花の精の国・ヴィラスティン | 花の精の国・ヴィラスティン | 朴璐美     |
| レオニー       | 虹の国・オズ               | 虹の国・オズ               | 寺島拓篤   |
| ドロワット     | 虹の国・オズ               | 虹の国・オズ               | 野島健児   |
| コライユ       | 珊瑚の国・コラリア         | 珊瑚の国・コラリア         | 花倉洸幸   |
| プリトヴェン   | 武器の国                   | アヴァロン                 | 内匠靖明   |
| アマノ         | 武器の国                   | アカグラ                   | 小林裕介   |
| グラッド       | 罪過の国・ヴォタリア       | 罪過の国・ヴォタリア       | 深町寿成   |
| アケディア     | 罪過の国・ヴォタリア       | 罪過の国・ヴォタリア       | 山本和臣   |
| ミカエラ       | 審判の国・アルビトロ       | 審判の国・アルビトロ       | 島﨑信長   |
| ルグランジュ   | 記録の国・レコルド         | 記録の国・レコルド         | 河西健吾   |
| カノト         | こよみの国・九曜           | こよみの国・九曜           | 上村祐翔   |
| ハナレ         | こよみの国・九曜           | こよみの国・九曜           | 豊永利行   |
| ミリオン       | 光輝の国・シンセア         | 光輝の国・シンセア         | 木村良平   |
| ネロ           | 憧憬の国・チルコ           | 憧憬の国・チルコ           | 岡本信彦   |
| リエル         | 森林の国・ヒューレ         | 森林の国・ヒューレ         | 西山宏太朗 |
| キエル         | アトラス                   | アトラス                   | 宮崎遊     |
| シリル         | トルークビル               | トルークビル               | 永塚拓馬   |
| ノクス         | 墓守の国・ネクロポリア     | 墓守の国・ネクロポリア     | 高塚智人   |

### セクシー
| キャラクター名 | 出身国                           | 出身国                           | 声優               |
| -------------- | -------------------------------- | -------------------------------- | ------------------ |
| 白葉           | 紅梅国                           | 紅梅国                           | 森久保祥太郎       |
| アピス         | 毒薬の国                         | アベーテル                       | 福間竣兵 →濱健人   |
| レイス         | 毒薬の国                         | テルソート                       | 桑畑裕輔 →広瀬裕也 |
| グウィード     | 舞踏の国・アイム                 | 舞踏の国・アイム                 | 武藤正史           |
| アルフレッド   | ワインの国・ドミニア             | ワインの国・ドミニア             | 横田紘一           |
| メディ         | 芸術の国・フレシアン             | 芸術の国・フレシアン             | 益山武明           |
| アンタレス     | 星の国                           | スコール                         | 片山享             |
| カストル       | 星の国                           | ジェミオ                         | 大河元気           |
| リード         | 声の国・ヴォックス               | 声の国・ヴォックス               | 相楽信頼           |
| クラウン       | 道化の国・カルナバーラ           | 道化の国・カルナバーラ           | 野上翔             |
| ハク           | 本の国・リヴァエル               | 本の国・リヴァエル               | 鳥海浩輔           |
| オリオン       | 海底国・アクアリア               | 海底国・アクアリア               | 櫻井孝宏           |
| マッドハッター | 不思議の国・ワンダーメア         | 不思議の国・ワンダーメア         | 平川大輔           |
| カルト         | 精霊の国・セクンダティ           | 精霊の国・セクンダティ           | 山下誠一郎         |
| ウィル         | 映画の国・ケナル                 | 映画の国・ケナル                 | 石田彰             |
| ディオン       | 地の国・イヴィア                 | 地の国・イヴィア                 | 浪川大輔           |
| ユーノ         | 泡沫の国・アフロス               | 泡沫の国・アフロス               | 宮下栄治           |
| ソルベージュ   | 氷菓の国・ソリテュード           | 氷菓の国・ソリテュード           | 間島淳司           |
| 楓             | 四季の国・蓬莱                   | 四季の国・蓬莱                   | 佐藤拓也           |
| ゴーシュ       | 虹の国・オズ                     | 虹の国・オズ                     | 堀江由衣           |
| ダグラス       | 海賊の国・アンキュラ             | 海賊の国・アンキュラ             | 諏訪部順一         |
| フリッツ       | 威光の国・グロリア               | 威光の国・グロリア               | 遊佐浩二           |
| カリバーン     | 武器の国・アヴァロン             | 武器の国・アヴァロン             | 田丸篤志           |
| ベウル         | 獣人の国・アベルディア           | 獣人の国・アベルディア           | 菅沼久義           |
| ダルファー     | 審判の国・アルビトロ             | 審判の国・アルビトロ             | 沢城千春           |
| ロイエ         | 記録の国・レコルド               | 記録の国・レコルド               | 三木眞一郎         |
| ラス           | 罪過の国・ヴォタリア             | 罪過の国・ヴォタリア             | 高橋広樹           |
| コロレ         | チョコレートの国・ショコラベリィ | チョコレートの国・ショコラベリィ | 鈴木千尋           |
| ルルス         | 錬金術の国・アルケミア           | 錬金術の国・アルケミア           | 谷山紀章           |
| ドローレ       | 憧憬の国・チルコ                 | 憧憬の国・チルコ                 | 白井悠介           |
| イヌイ         | こよみの国・九曜                 | こよみの国・九曜                 | 佐藤拓也           |
| ヤナギ         | こよみの国・九曜                 | こよみの国・九曜                 | KENN               |
| ホープ         | 夢王国・トロイメア               | 夢王国・トロイメア               | 神谷浩史           |
| ルーファス     | トルークビル                     | トルークビル                     | 阿部敦             |

### コラボキャラクター
| 出身国                            | キャラクター名  | 声優           | 属性           |
| ポケットランド                    | ポケットランド  | ポケットランド | ポケットランド |
| --------------------------------- | --------------- | -------------- | -------------- |
| ポケットランドコラボ              | ナビット        | 木村良平       | キュート       |
| あんさんぶるスターズ!             |                 |                |                |
| あんスタコラボ                    | 日々樹渉        | 江口拓也       | パッション     |
| あんスタコラボ                    | 朔間零          | 増田俊樹       | ジェントル     |
| あんスタコラボ                    | 深海奏汰        | 西山宏太朗     | キュート       |
| 黒執事 Book of the Atlantic       |                 |                |                |
| 黒執事コラボ                      | グレル          | 福山潤         | パッション     |
| 黒執事コラボ                      | シエル          | 坂本真綾       | クール         |
| 黒執事コラボ                      | スネーク        | 寺島拓篤       | クール         |
| 黒執事コラボ                      | ウィリアム      | 杉山紀彰       | クール         |
| 黒執事コラボ                      | セバスチャン    | 小野大輔       | ジェントル     |
| 黒執事コラボ                      | ロナルド        | KENN           | キュート       |
| 黒執事コラボ                      | グレイ          | 木村良平       | キュート       |
| 黒執事コラボ                      | 葬儀屋          | 諏訪部順一     | セクシー       |
| KING OF PRISM by PrettyRhythm     |                 |                |                |
| キンプリコラボ                    | 仁科カヅキ      | 増田俊樹       | パッション     |
| キンプリコラボ                    | 速水ヒロ        | 前野智昭       | キュート       |
| キンプリコラボ                    | 神浜コウジ      | 柿原徹也       | セクシー       |
| ヤッターマン                      |                 |                |                |
| ヤッターマンコラボ                | ヤッターマン1号 | 吉野裕行       | パッション     |
| ユーリ!!! on ICE                  |                 |                |                |
| ユーリ!!! on ICEコラボ            | 勝生勇利        | 豊永利行       | パッション     |
| ユーリ!!! on ICEコラボ            | ユーリ          | 内山昂輝       | キュート       |
| ユーリ!!! on ICEコラボ            | ヴィクトル      | 諏訪部順一     | セクシー       |
| ぐでたま                          |                 |                |                |
| ぐでたまコラボ                    | ぐでたま        | ぐでたま       | キュート       |
| しろくまカフェ                    |                 |                |                |
| しろくまカフェコラボ              | シロクマくん    | 櫻井孝宏       | ジェントル     |
| しろくまカフェコラボ              | パンダくん      | 福山潤         | キュート       |
| 文豪ストレイドッグス              |                 |                |                |
| 文豪ストレイドッグスコラボ        | 中島敦          | 上村祐翔       | パッション     |
| 文豪ストレイドッグスコラボ        | 芥川龍之介      | 小野賢章       | クール         |
| 文豪ストレイドッグスコラボ        | 中原中也        | 谷山紀章       | ジェントル     |
| 文豪ストレイドッグスコラボ        | 太宰治          | 宮野真守       | セクシー       |
| 文豪ストレイドッグスコラボ        | 国木田独歩      | 細谷佳正       | ジェントル     |
| 文豪ストレイドッグスコラボ        | 江戸川乱歩      | 神谷浩史       | キュート       |
| 最遊記RELOAD -ZEROIN-             |                 |                |                |
| 最遊記コラボ                      | 孫悟空          | 保志総一朗     | パッション     |
| 最遊記コラボ                      | 玄奘三蔵        | 関俊彦         | クール         |
| 最遊記コラボ                      | 猪八戒          | 石田彰         | ジェントル     |
| 最遊記コラボ                      | 沙悟浄          | 平田広明       | セクシー       |
| K                                 |                 |                |                |
| 青之氏族的王子 (青のクランの王子) | 伏見猿比古      | 宮野真守       | クール         |
| 青之氏族的王子 (青のクランの王子) | 宗像礼司        | 杉田智和       | クール         |
| 白銀氏族的王子 (白銀クランの王子) | 伊佐那社        | 浪川大輔       | キュート       |
| 白銀氏族的王子 (白銀クランの王子) | 夜刀神狗朗      | 小野大輔       | キュート       |
| 緑之氏族的王子 (緑のクランの王子) | 比水流          | 興津和幸       | ジェントル     |
| 緑之氏族的王子 (緑のクランの王子) | 御芍神紫        | 森田成一       | ジェントル     |
| 緑之氏族的王子 (緑のクランの王子) | 五條スクナ      | 釘宮理恵       | ジェントル     |
| 赤之氏族的王子 (赤のクランの王子) | 周防尊          | 津田健次郎     | パッション     |
| 赤之氏族的王子 (赤のクランの王子) | 草薙出雲        | 櫻井孝宏       | パッション     |
| 赤之氏族的王子 (赤のクランの王子) | 八田美咲        | 福山潤         | パッション     |
| 赤之氏族的王子 (赤のクランの王子) | 十束多々良      | 梶裕貴         | パッション     |
| 赤之氏族的王子 (赤のクランの王子) | 鎌本力夫        | 中村悠一       | パッション     |

### 世界の王子様
| 出身国                                    | 出身国                                    | キャラクター名            | 声優           | 属性       | 備考     |
| 中国本土                                  | 中国本土                                  | 中国本土                  | 中国本土       | 中国本土   | 中国本土 |
| ----------------------------------------- | ----------------------------------------- | ------------------------- | -------------- | ---------- | -------- |
| 哔哩哔哩王国・桃源 （ビリビリ王国・桃源） | 哔哩哔哩王国・桃源 （ビリビリ王国・桃源） | 林（リン）                | 木村良平       | クール     |          |
| 哔哩哔哩王国・桃源 （ビリビリ王国・桃源） | 哔哩哔哩王国・桃源 （ビリビリ王国・桃源） | 夕（ユウ）                | 梶裕貴         | セクシー   |          |
| 台湾・香港・マカオ                        |                                           |                           |                |            |          |
| 永無之國 （ネバーランド）                 | 肯辛頓 （ケンジントン）                   | 彼得潘（ピーターパン）    | 江口拓也       | パッション |          |
| 永無之國 （ネバーランド）                 | 伊頓 （イートン）                         | 詹姆士・虎克（J・フック） | 古川慎         | クール     | [ 注 5 ] |
| 永無之國 （ネバーランド）                 | 戴爾 （ダイアル）                         | 克拉克（チクタク）        | 斉藤壮馬       | ジェントル |          |
| タイ                                      |                                           |                           |                |            |          |
| ฉิมพลี・แดนหิมวันต์ （ヒマワンの国・シンプリ） | ฉิมพลี・แดนหิมวันต์ （ヒマワンの国・シンプリ） | ครุฑา（クルタ）            | 水野駿太郎     | パッション |          |
| 韓国                                      |                                           |                           |                |            |          |
| 단하국 （檀下国）                         | 신월부 （新月部）                         | 섬여랑（ソムヨラン）      | キム・シンウ   | パッション |          |
| 단하국 （檀下国）                         | 청림부 （青林部）                         | 이설（イソル）            | リュ・スンゴン | クール     |          |
| 단하국 （檀下国）                         | 은익부 （銀翼部）                         | 연호（ヨンホ）            | イ・ギョンテ   | キュート   |          |
| 단하국 （檀下国）                         | 감라부 （蚶螺部）                         | 수하（スハ）              | パク・ノシク   | セクシー   |          |

### その他のキャラクター
主人公
声 - 木村はるか（アニメ版）
プレイヤーの分身となるキャラクター。ナビ曰く、「トロイメアの姫」だが、本人には全く自覚がない。現実世界ではOL。
ナビ
声 - 山下大輝
主人公を夢世界に導いた存在。兎に似た外見から、頻繁にぬいぐるみに間違われる。

## メディアミックス

### Webアニメ
短編アニメ『夢王国と眠れる100人の王子様  Short Stories（ゆめおうこくとねむれるひゃくにんのおうじさま ショート）』が2017年3月25日から12月22日まで配信された。オムニバス形式のショートアニメで、YouTube公式チャンネルおよびAbemaTVにて毎月1話ずつ配信される。

#### スタッフ（Web）
- 原作・製作 - ジークレスト
- 監督 - 片貝慎
- キャラクターデザイン - 井上英紀、吉川美貴、長田好弘
- 美術設定 - キタザワナオミ、ンゴ・ロング、ロキャテリ・ロイック
- 美術設定監修 - ロマン・トマ
- 美術監督 - 伊藤聖
- 色彩設計 - 林可奈子
- 撮影監督 - 久保田淳
- 編集 - 松本秀治
- 音響監督 - 濱野高年
- 音楽 - 高田雅史
- 音楽制作 - サウンドプレステージ
- 音響制作 - マジックカプセル
- プロデューサー - 三谷萌
- アニメーションプロデューサー - 石田健二郎、江口浩平
- プロデュース協力 - スロウカーブ
- アニメーション制作 - サテライト

#### 主題歌（Web）
オープニングテーマ「ある日の王子さま」（第1話 - 10話）
作詞 - 吉田詩織、作曲 - 高田雅史、編曲 - 岩瀬聡志、歌 - ナビ（山下大輝）

#### 各話リスト（Web）
| 話数       | サブタイトル                         | 脚本              | 絵コンテ          | 演出              | 作画監督                                | 総作画監督 |
| ---------- | ------------------------------------ | ----------------- | ----------------- | ----------------- | --------------------------------------- | ---------- |
| episode 1  | 紅茶の香りは自由の香り               | 阿部沙耶佳        | 片貝慎            | 片貝慎            | 伊藤智子 大河内忍 高田和典              | 井上英紀   |
| episode 2  | 事件を招く漆黒の宝石ミステリー       | 阿部沙耶佳        | ヤマトナオミチ    | ヤマトナオミチ    | 長坂寛治                                | -          |
| episode 3  | 獣人流ちょっとディープな男キャンプ   | 片貝慎 阿部沙耶佳 | 有江勇樹          | 有江勇樹          | 鯉川慎平                                | -          |
| episode 4  | 夏に弾けろ                           | 阿部沙耶佳        | 佐藤英一          | 成田巧            | 大河内忍 陣内美帆 長坂寛治              | 大河内忍   |
| episode 5  | プリンス戦隊エレメンタル・レンジャー | 片貝慎 阿部沙耶佳 | 玉田博            | 玉田博            | 高田和典 伊藤智子 ハニュー 加瀬幸治     | 井上英紀   |
| episode 6  | チルコの絆                           | 阿部沙耶佳        | 球野貴裕 片貝慎   | 球野貴裕          | 陣内美帆 高田和典 畑智司 NAMU ANIMATION | 鯉川慎平   |
| episode 7  | ダテンの国の硬派で危険なバイト事情   | 阿部沙耶佳        | 成田巧 安田賢司   | 成田巧            | 長坂寛治 NAMU ANIMATION Hwang Yeongsik  | -          |
| episode 8  | 罪作りなベビーパニック               | 片貝慎 阿部沙耶佳 | 有江勇樹          | 有江勇樹          | 伊藤智子 大河内忍 高田和典 吉川美貴     | 小森秀人   |
| episode 9  | 四季の国の年越し鍋パーティ           | 阿部沙耶佳        | 佐藤英一 球野貴裕 | 佐藤英一 球野貴裕 | Kim Myeongsim                           | 伊藤亜矢子 |
| episode 10 | 砂漠の上のインスピレーション         | 阿部沙耶佳        | 片貝慎            | 玉田博            | 大河内忍 種村綾隆 真島ジロウ NAMU PLUS  | -          |

#### DVD
| 巻 | 発売日        | 収録話         | 規格品番  |
| -- | ------------- | -------------- | --------- |
| 上 | 2017年9月27日 | 第1話 - 第5話  | FFBG-0005 |
| 下 | 2018年1月31日 | 第6話 - 第10話 | FFBG-0006 |

### テレビアニメ
2016年8月28日に品川グランドホールで開催されたイベント『Summer Festival 2016』においてテレビアニメ化が発表され、2018年7月より9月までTOKYO MX、サンテレビ、AT-X、BS11にて放送された。

#### スタッフ
- 原作 - GCREST
- 監督 - ひいろゆきな
- シリーズ構成 - 高橋ナツコ
- メインキャラクターデザイン - まじろ
- プロップデザイン - 宮川治雄
- 美術監督 - 松宮正純、宮本実生
- 美術設定 - 高岡じゅんいち
- 色彩設計 - 野地弘納
- 撮影監督 - 岩井和也
- 編集 - 小島俊彦
- 音響監督 - 藤田亜紀子
- 音楽 - 高田雅史
- チーフプロデューサー - 大山良、磯考宏、伊平崇耶、山田昇、吉村幸浩
- プロデューサー - 野邉伸泰、三谷萌、須藤愛、渡瀬昌太、加藤学、小澤文啓
- 制作プロデューサー - 椛谷智司
- アニメーション制作 - project No.9
- 製作 - 夢100製作委員会

#### 主題歌
オープニングテーマ「あふれる光」
作詞 - YUKA / 作曲・編曲 - K.MASAKI / 歌 - moumoon
エンディングテーマ「Secret Dreams」
作詞 - 吉田詩織 / 作曲 - 高田雅史 / 編曲 - 岩瀬聡志 / 歌 - アヴィ（鈴村健一）&キエル（宮崎遊）
挿入歌「Secret Dreams Unplugged MIX Instrumental」（第8話）
作曲 - 高田雅史 / 編曲 - 岩瀬聡志

#### 各話リスト
| 話数 | サブタイトル             | シナリオ          | 絵コンテ                                  | 演出         | 作画監督                                                                             | 総作画監督               |
| ---- | ------------------------ | ----------------- | ----------------------------------------- | ------------ | ------------------------------------------------------------------------------------ | ------------------------ |
| #1   | 夢のはじまりは突然に     | 高橋ナツコ        | ひいろゆきな                              | 中谷亜沙美   | 吉田千尋 園田高明 大野勉 大木賢一 前澤弘美                                           | まじろ 山田裕子          |
| #2   | 瞳の奥の呪い             | 高橋ナツコ 成田順 | 渡辺純央                                  | 板庇迪       | 吉田千尋 園田高明 奥野浩行 服部益美 渡辺奏 池田竜也                                  | まじろ 前澤弘美          |
| #3   | 思い出はパンケーキの香り | 成田順            | 宮沢努                                    | 星野美鈴     | 服部憲知 園田高明 山口保則 大野勉 服部益美 森出剛 吉田千尋 古賀みゆき                | 山田裕子                 |
| #4   | 海賊船バレナロッサ       | 高木聖子          | 齋藤徳明                                  | 藤本義孝     | 吉田千尋 奥野浩行 林あすか 手島勇人 渡辺奏 佐藤麻里那                                | 前澤弘美 古賀美裕紀      |
| #5   | 黒い影のレクイエム       | 高木聖子          | 齋藤徳明                                  | 加藤顕       | 園田高明 森出剛 服部益実 服部憲知 青木真理子                                         | 山田裕子                 |
| #6   | 雪の国の三兄弟           | 池田臨太郎        | 齋藤徳明                                  | 清水昭       | 竹内アキラ 小林ゆかり 飯飼一幸 桝井一平 清水恵蔵 徳川恵梨                            | 前澤弘美                 |
| #7   | パウダースノウの贈り物   | 池田臨太郎        | 今泉賢一                                  | 白石道太     | 吉田千尋 奥野浩行 園田高明 手島勇人 渡辺奏 徳永さやか                                | 山田裕子                 |
| #8   | 追想のラビリンス         | 高橋ナツコ        | 中谷亜沙美                                | 中谷亜沙美   | 森出剛 服部憲知 服部益美 吉田千尋 中谷亜沙美 古賀美裕紀 中村佑美子                   | まじろ                   |
| #9   | 巻き戻るお茶会           | 成田順            | 越田知明                                  | 検見川球     | 奥野浩行 園田高明 中村佑美子 林あすか 佐藤麻里那                                     | 山田裕子                 |
| #10  | 儚い馨香                 | 成田順            | 星野真                                    | 高橋朋宏     | 森出剛 徳永さやか 園田高明 吉田千尋 服部憲知 中村佑美子                              | 前澤弘美                 |
| #11  | まつろわぬ者たち         | 高橋ナツコ        | 石倉賢一                                  | 三上喜子     | 山田裕子 奥野浩行 園田高明 中村佑美子 吉田千尋 林あすか FAI                          | 山田裕子 まじろ          |
| #12  | 光はすぐそこに           | 高橋ナツコ        | 島津裕行 齋藤徳明 中谷亜沙美 ひいろゆきな | ひいろゆきな | 森出剛 服部憲司 徳永さやか 古賀美裕紀 荒木弥緒 伊藤美奈 吉田千尋 奥野浩行 中村佑美子 | まじろ 山田裕子 前澤弘美 |

#### 放送局
| 放送期間               | 放送時間                     | 放送局     | 対象地域 | 備考                                |
| ---------------------- | ---------------------------- | ---------- | -------- | ----------------------------------- |
| 2018年7月5日 - 9月20日 | 木曜 22:30 - 23:00           | AT-X       | 日本全域 | 製作参加 /CS放送 / リピート放送あり |
| 2018年7月6日 - 9月21日 | 金曜 0:00 - 0:30（木曜深夜） | TOKYO MX   | 東京都   |                                     |
|                        |                              | サンテレビ | 兵庫県   |                                     |
|                        | 金曜 0:30 - 1:00（木曜深夜） | BS11       | 日本全域 | BS放送 / 『ANIME+』枠               |

#### BD / DVD
| 巻 | 発売日         | 収録話          | 規格品番   | 規格品番   |
| 巻 | 発売日         | 収録話          | BD         | DVD        |
| -- | -------------- | --------------- | ---------- | ---------- |
| 1  | 2018年9月28日  | 第1話 - 第2話   | EYXA-11960 | EYBA-11954 |
| 2  | 2018年10月26日 | 第3話 - 第4話   | EYXA-11961 | EYBA-11955 |
| 3  | 2018年11月30日 | 第5話 - 第6話   | EYXA-11962 | EYBA-11956 |
| 4  | 2018年12月21日 | 第7話 - 第8話   | EYXA-11963 | EYBA-11957 |
| 5  | 2019年1月25日  | 第9話 - 第10話  | EYXA-11964 | EYBA-11958 |
| 6  | 2019年2月22日  | 第11話 - 第12話 | EYXA-11965 | EYBA-11959 |

### 舞台
舞台「夢王国と眠れる100人の王子様 〜Prince Theater〜」（ぶたい ゆめおうこくとねむれるひゃくにんのおうじさま プリンスシアター）
AiiA 2.5Theater Tokyoにて2017年7月21日から7月25日まで全9公演が上演された。太陽エンディングと月エンディングの二パターンに分かれており、公演ごとに異なるエンディングが描かれる。公演DVDおよびBlu-rayが2018年1月26日発売。
舞台「夢王国と眠れる100人の王子様 On Stage」（ぶたい ゆめおうこくとねむれるひゃくにんのおうじさま オンステージ）
シアター1010にて2019年1月31日から2月3日までSideキエルが7公演、品川プリンス ステラボールにて2019年2月7日から2月11日までSideアヴィが8公演の全15公演が上演された。期間を変えて会場ごとにSideキエルとSideアヴィの物語がそれぞれ描かれる。

#### キャスト（舞台）
舞台「夢王国と眠れる100人の王子様 〜Prince Theater〜」
- ティーガ - 小澤廉[44]
- リド - 高崎翔太[44]
- サイ - 安達勇人[44]
- マッドハッター - 碕理人[44]
- キャピタ - 鷹松宏一[44]
- ハーツ - 小林竜之[44]
- チェシャ猫 - 飯山裕太[44]
- マーチア - 上杉輝（TOKYO流星群）[44]
- クロノ - 川隅美慎[44]
- ドーマウス - 高根正樹[44]
- フロスト - 吉岡佑[44]
- グレイシア - 高橋里央[44]
- シュニー - 山中翔太[44]

舞台「夢王国と眠れる100人の王子様 On Stage」
- アヴィ - 榊原徹士[45]
- キエル - 竹中凌平[45]
- ダグラス - 小沼将太[45]
- ロッソ - 古谷大和[45]
- マッドハッター - 吉澤翼[45]
- キャピタ - 鷹松宏一[45]
- ハーツ - 小林竜之[45]
- チェシャ猫 - 白石康介[45]
- マーチア - 上杉輝[45]
- クロノ - 菊池修司[45]
- ドーマウス - 佐藤友咲[45]
- フロスト - 吉岡佑[45]
- グレイシア - 高橋里央[45]
- シュニー - 山中健太[45]

#### スタッフ（舞台）
- 原作 - ジークレスト「夢王国と眠れる100人の王子様」
- 脚本 - ますもとたくや （「〜Prince Theater〜」担当）、高橋ナツコ・成田順（「On Stage」担当）
- 演出 - ますもとたくや （「〜Prince Theater〜」担当）、 TETSUHARU（「On Stage」担当）
- 音楽 - 高田雅史（両方）
- 作詞・歌唱指導 - うえのけいこ（両方）、吉田詩織（「〜Prince Theater〜」音100シリーズ担当）
- 主催 - エイベックス・ピクチャーズ株式会社／ぴあ株式会社
- 制作 - Age Global Networks

### 書籍

#### 小説
- 夢王国と眠れる100人の王子様（2016年4月9日発売）ISBN 978-4-04-104291-5
- 夢王国と眠れる100人の王子様 〜The memory of Prince〜（2016年7月15日発売）ISBN 978-4-04-734101-2
- 夢王国と眠れる100人の王子様 〜Stories of Princes〜（2018年2月28日発売）ISBN 978-4-04-734973-5

#### 漫画
- 夢王国と眠れる100人の王子様 アンソロジー（2015年10月31日発売）ISBN 978-4-04-730709-4
- 夢王国と眠れる100人の王子様 アンソロジー2（2016年4月30日発売）ISBN 978-4-04-734071-8
- 夢王国と眠れる100人の王子様（2017年2月15日発売）ISBN 978-4-04-734463-1
- 夢王国と眠れる100人の王子様　a little record（2018年8月3日発売）ISBN 978-4-59-221850-0 ※『マンガPark』掲載時タイトルは『夢王国と眠れる100人の王子様』
- 夢王国と眠れる100人の王子様アンソロジー 〜New Dream〜（2018年3月24日発売）ISBN 978-4-75-803342-8

#### ムック
- 夢王国と眠れる100人の王子様 公式設定集（2016年4月28日発売）ISBN 978-4-04-733138-9
- 夢王国と眠れる100人の王子様 公式設定集 vol.2（2018年3月9日発売）ISBN 978-4-04-733285-0
- 夢王国と眠れる100人の王子様オフィシャルファンブック Memorial Pieces（2022年9月9日発売）ISBN 978-4-04-733619-3

### CD

#### サウンドトラック
- 夢王国と眠れる100人の王子様 オリジナルサウンドトラック（2015年7月28日発売）
- 夢王国と眠れる100人の王子様 オリジナルサウンドトラック2（2017年5月26日発売）

#### ドラマCD
- ドラマCD 夢王国と眠れる100人の王子様〜スノウフィリアの夏休み（2015年9月18日発売）
- ドラマCD 夢王国と眠れる100人の王子様 秋のお茶見聞録〜紅茶の国の王子様達〜（2015年11月26日発売）
- ドラマCD 夢王国と眠れる100人の王子様 夏の星の王子様達〜遥かなる雪の星を目指して〜（2016年2月14日発売）
- ドラマCD 夢王国と眠れる100人の王子様〜王子様達のスウィートでビターなチョコレート作り〜（2016年2月14日発売）
- ドラマCD 夢王国と眠れる100人の王子様〜王子様の温泉旅行〜（2017年12月28日発売）
- ドラマCD 夢王国と眠れる100人の王子様〜王子達のイケナイ？夜遊び〜（2018年2月23日発売）
- ドラマCD 夢王国と眠れる100人の王子様〜春の旅行は嵐のように…〜（2018年4月26日発売）
- ドラマCD 夢王国と眠れる100人の王子様 5周年プリンスパレード（2020年6月24日発売）

#### キャラクターソング
「音100」（おとひゃく）は、2016年11月2日からエイベックス・ピクチャーズよりリリースされているキャラクターソングシリーズ。キャラクターソングの他、オリジナルBGMや音声ドラマも収録されている。ジャケットは描き下ろしイラストを使用。音楽プロデュースはゲーム同様、高田雅史が担当する。以下、収録内容におけるボーカル曲は太字、ボイスドラマパートは▲印と表記する。
夢王国と眠れる100人の王子様 音100シリーズ〜Vol.1 宝石の国〜
2016年11月2日発売。品番はEYCA-11200。歌およびスペシャルドラマの出演は、ティーガ（岸尾だいすけ）&サイ（蒼井翔太）&リド（赤羽根健治）。
1. 君のために輝くジュエル ［4：17］
作詞：吉田詩織、作曲：高田雅史、編曲：岩瀬聡志
2. 君のために輝くジュエル (Instrumental)
3. 輝く日常 (Original Soundtrack 1)
4. きらめきを求めて (Original Soundtrack 2)
5. 弾ける光 (Original Soundtrack 3)
6. スペシャルドラマ「輝く時の中で」▲

夢王国と眠れる100人の王子様 音100シリーズ〜Vol.2 不思議の国1〜
2017年1月11日発売。品番はEYCA-11202。歌およびスペシャルドラマの出演は、マッドハッター（平川大輔）&キャピタ（浜田賢二）&ハーツ（梶裕貴）。
1. はじまりは永遠 ［5：02］
作詞：吉田詩織、作曲：高田雅史、編曲：岩瀬聡志
2. はじまりは永遠 (Instrumental)
3. 終わらないお茶会 (Original Soundtrack 1)
4. 踊るティーセット (Original Soundtrack 2)
5. 怒れるティーケーキ (Original Soundtrack 3)
6. スペシャルドラマ「不思議のティーカップ」▲

夢王国と眠れる100人の王子様 音100シリーズ〜Vol.3 不思議の国2〜
2017年3月1日発売。品番はEYCA-11203。歌およびスペシャルドラマの出演は、チェシャ猫（山下大輝）&マーチア（柿原徹也）&クロノ（松岡禎丞）&ドーマウス（川辺俊介）。
1. Welcome to wonderland ［5：59］
作詞：吉田詩織、作曲：高田雅史、編曲：岩瀬聡志
2. Welcome to wonderland (Instrumental)
3. You in wondermare (Original Soundtrack 1)
4. Greeting! (Original Soundtrack 2)
5. Quarrels! (Original Soundtrack 3)
6. スペシャルドラマ「Wonder days」▲

夢王国と眠れる100人の王子様 音100シリーズ〜Vol.4 雪の国〜
2017年6月21日発売。品番はEYCA-11204。歌およびスペシャルドラマの出演は、フロスト（新垣樽助）&グレイシア（細谷佳正）& シュニー（下野紘） 。
1. 白雪に微笑みを  ［4：43］
作詞：吉田詩織、作曲：高田雅史、編曲：岩瀬聡志
2. 白雪に微笑みを (Instrumental)
3. 輝く雪の国 (Original Soundtrack 1)
4. 銀雪、絢爛に (Original Soundtrack 2)
5. 風雪、堂々と (Original Soundtrack 3)
6. スペシャルドラマ「雪降った後に…」▲

### モバイル
- LINEスタンプ
  - 夢王国と眠れる100人の王子様（2016年6月23日配信）[51]
  - 夢王国と眠れる100人の王子様 第2弾（2018年3月1日配信）[52]
- LINE着せかえ
  - 夢王国と眠れる100人の王子様 記念着せ替え（2017年配信）[53]
  - 夢100 ショート 着せかえ（2017年6月26日配信）[54]
  - 夢王国と眠れる100人の王子様3（2018年12月28日配信）[55]
- ARアプリ
  - 「夢100AR」（2017年4月26日配信）[56]
  - 「王子様に急接近AR」（2019年7月22日配信）[57]

## コラボレーション

### 企業とのコレボレーション
夢王国と眠れる100人の王子様×nicocafe
2016年4月に、ニコニコ本社 nicocafeスペースで実施。コラボメニューの注文特典としてオリジナル特製ペーパーランチョンマットもしくは、ペーパーコースターを配布。また、限定商品も販売された。
夢王国と眠れる100人の王子様×SWEETS PARADISE
2016年6月から7月まで、一部店舗で実施。コラボメニューの注文特典としてペーパーランチョンマットとペーパーコースターを配布。また、限定商品も販売された。
『高木康政』×『夢王国と眠れる100人の王子様』×『Hybrid Mind Market』inラフォーレ原宿 
2017年2月に実施。チョコレートの国のリカ、クレト、コロレと「ブランデーの国」マルタンの4名の覚醒後をイメージしたチョコレートが販売された。なお、高木にとってアプリゲームとのコラボチョコレートのプロデュースは今作が初となる。
夢王国と眠れる100人の王子様×animate cafe
2017年2月から4月まで、アニメイトカフェショップ京都およびアニメイトカフェ福岡天神で実施。コラボメニューの注文特典としてブロマイドやコースターを配布。また、限定商品も販売された。
夢王国と眠れる100人の王子様×カラオケの鉄人
2017年3月15日から同年5月7日まで、一部店舗で実施。池袋東口サンシャイン通り店では、期間中にコラボルームも実施された。コラボメニューの注文特典としてオリジナルコースターを配布。

### 他作品とのコラボレーション
あんさんぶるスターズ!
2016年5月14日から5月23日まで期間限定で同時開催されたコラボイベント。「あんさんぶるスターズ!」には「夢王国と眠れる100人の王子様」より、宝石の国の王子サイ、リド、ティーガが、「夢王国と眠れる100人の王子様」には「あんさんぶるスターズ!」より、三奇人の日々樹渉、朔間零、深海奏汰の三名が登場した。
KING OF PRISM by PrettyRhythm
2016年9月9日に夢王国と眠れる100人の王子様公式サイト内に『KING OF PRISM by PrettyRhythm × 夢王国と眠れる100人の王子様』コラボレーションページが公開される。9月12日より三週に渡り「壁ドンセリフ投票キャンペーン」が開催され、選ばれた台詞がアプリ内でショートストーリ中に使用された。
同年11月12日から11月20日まで期間限定でコラボイベントが開催される。「KING OF PRISM by PrettyRhythm」より、Over The Rainbowの神浜コウジ、速水ヒロ、仁科カヅキの三名が王子様をイメージした衣装で登場し、「夢王国と眠れる100人の王子様」はワンダーメアよりマーチア、チェシャ猫、クロノがOver The Rainbowをイメージした衣装で登場した。
黒執事 Book of the Atlantic
2016年12月24日に神奈川県民ホールで開催されたイベント『夢王国と眠れる100人の王子様 クリスマスパーティー』で発表された。
2017年2月18日より期間限定のコラボイベント「夢執事〜その執事、来訪〜」が開催された。「黒執事 Book of the Atlantic」よりセバスチャン・ミカエリス、シエル・ファントムハイヴ、葬儀屋、スネーク、グレル、ロナルドが登場する。
王室教師ハイネ
2017年4月18日より「ハイネ先生が斬る！ 『夢100』×『王室教師ハイネ』王子の恋愛お悩み相談室」としてガルスタオンラインにてWeb連載中。毎週火曜日更新、全4回予定。両作品の王子が悩み相談を行い、ハイネがその内容を指導する形式となっており、「王室教師ハイネ」の原作・赤井ヒガサによるコラボレーションイラストも掲載された。
「王室教師ハイネ」よりレオンハルト、ブルーノ、リヒトが、「夢王国と眠れる100人の王子様」よりハーツ、ジョシュア、リカが登場した。
ヤッターマン
2017年8月14日から8月22日まで期間限定でコラボイベントを開催し、ヤッターマン1号が登場した。タイムボカンシリーズ ヤッターマンとのコラボだが、声優は2008年度でヤッターマン1号を演じた吉野裕行になっている。
ユーリ!!! on ICE
2018年1月14日に「夢王国と眠れる100人の王子様」公式Twitterにて、コラボの開催が発表された。
同年1月15日、コラボ決定を記念して「ユーリ!!! on ICE」コラボキャラクターのTwitterミニキャラアイコンが先行配布された。
同年2月13日、本コラボイラストを使用したグッズの展開が発表され、6月22日よりムービックより販売された。
同年2月14日より、コラボ記念キャンペーンとして、AbemaTVでのTVアニメ『ユーリ!!! on ICE』が放送され、1週間に渡って配信された。
同年2月16日より、アプリ内コラボ及びイベント「ユーリ!!! on 夢100～100の温泉と滑れる3人のアイススケーター～」が開催され、「ユーリ!!! on ICE」より、勝生勇利、ヴィクトル・ニキフォロフ、ユーリ・プリセツキーが、「夢王国と眠れる100人の王子様」より、星の国の王子ベガ、アルタイル、ヘラクレスの三名が登場した。
同日、全国13店舗のアニメイトにて、コラボを記念した号外新聞が配布され、さらにポスターなども掲出された。
同日より全2弾に渡って、出演キャストサイン色紙や、コラボキャラクターの特別バージョン手ぬぐいが抽選で当たるプレゼントキャンペーンが実施された。
同年3月11日、「諸般の事情」として「ユーリ!!! on ICE」コラボキャラクター勝生勇利の月覚醒シークレットストーリーの、一時的な公開停止が告知された。その後4月13日には、一部内容を修正した上で再び公開された。
ぐでたま
2018年4月1日より、期間限定のエイプリルフールコラボイベント「夢王国と眠れる（ねむ…）100人の玉子（ぐでたまご）様」が開催され、ぐでたまが登場した。
2018年11月1日、夢100×ぐでたまのコラボグッズがWEBくじで発売された。
しろくまカフェ
2018年11月10日に「夢王国と眠れる100人の王子様」公式Twitterにて、コラボの開催が発表された。
同年11月20日より、アプリ内イベント「ようこそ！夢カフェ」が開催され、「しろくまカフェ」より、シロクマくん、パンダくんが登場した。
同日から12月10日までの期間、しろくまカフェ in TAKADANOBABAにて、「しろくまカフェ×夢100」コラボカフェが開催された。
文豪ストレイドッグス
2019年3月9日に「夢王国と眠れる100人の王子様」公式Twitterにて、コラボの開催が発表された。
同年4月11日より、全国15店舗のアニメイトにて、コラボ発表時のイラストを使用した特別ショッパーの配布が実施された。
同年4月17日より、コラボイベント「雑踏彷徨う迷ヰ犬」が開催され、「文豪ストレイドッグス」より、中島敦、太宰治、芥川龍之介、中原中也が、「夢王国と眠れる100人の王子様」より、魔法科学の国・ダテンの元王子真琴、澄快が登場した。
同年4月19日より、コラボ記念キャンペーンとして、AbemaTVでのTVアニメ『文豪ストレイドッグス』「十五歳」編が配信された。

2020年4月22日に「夢王国と眠れる100人の王子様」公式Twitterにて、コラボ第2弾の開催が発表された。また、アプリ内アイテムが抽選で当たる、新たに登場する2人のコラボキャラクターを予想するキャンペーンが実施された。
同年5月15日より、コラボイベント「雑踏彷徨う迷ヰ犬」第2弾が開催され、「文豪ストレイドッグス」より新たに江戸川乱歩、国木田独歩が登場した。
最遊記RELOAD -ZEROIN-
2021年1月10日にコラボの開催が発表された。
同月13日よりコラボイベントが開催。『最遊記RELOAD -ZEROIN-』より孫悟空、玄奘三蔵、猪八戒、沙悟浄が、『夢王国と眠れる100人の王子様』より、罪過の国・ヴォタリアの王子イラ、ウェディが登場した。
同日、日本語キーボードアプリ「Simeji」より、本コラボイラストを使用したコラボきせかえキーボードがリリースされた。